# Cephonodes
Cephonodes är ett släkte av fjärilar. Cephonodes ingår i familjen svärmare.

## Dottertaxa tillCephonodes, i alfabetisk ordning[1]

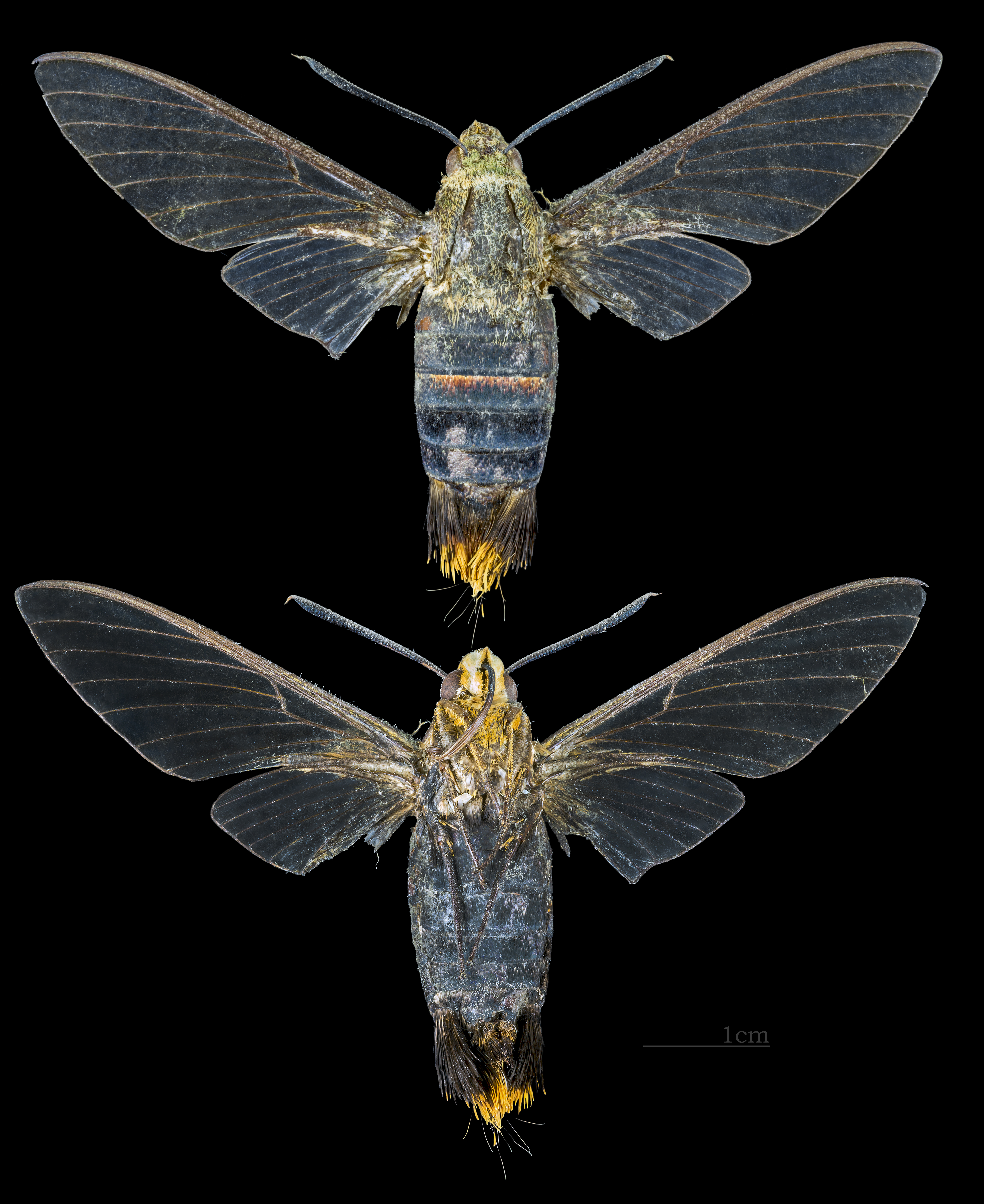
Cephonodes apus
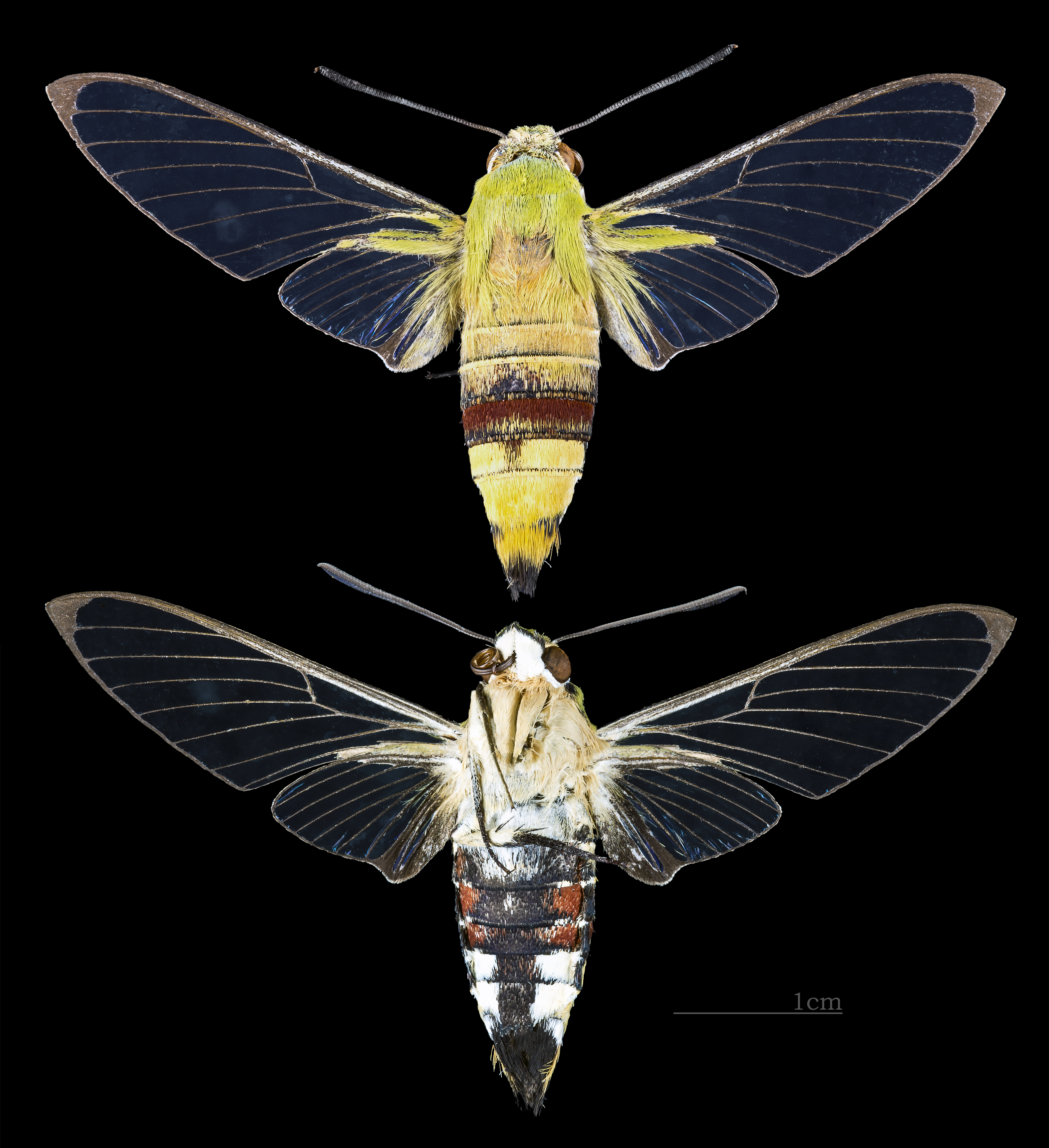
Cephonodes armatus
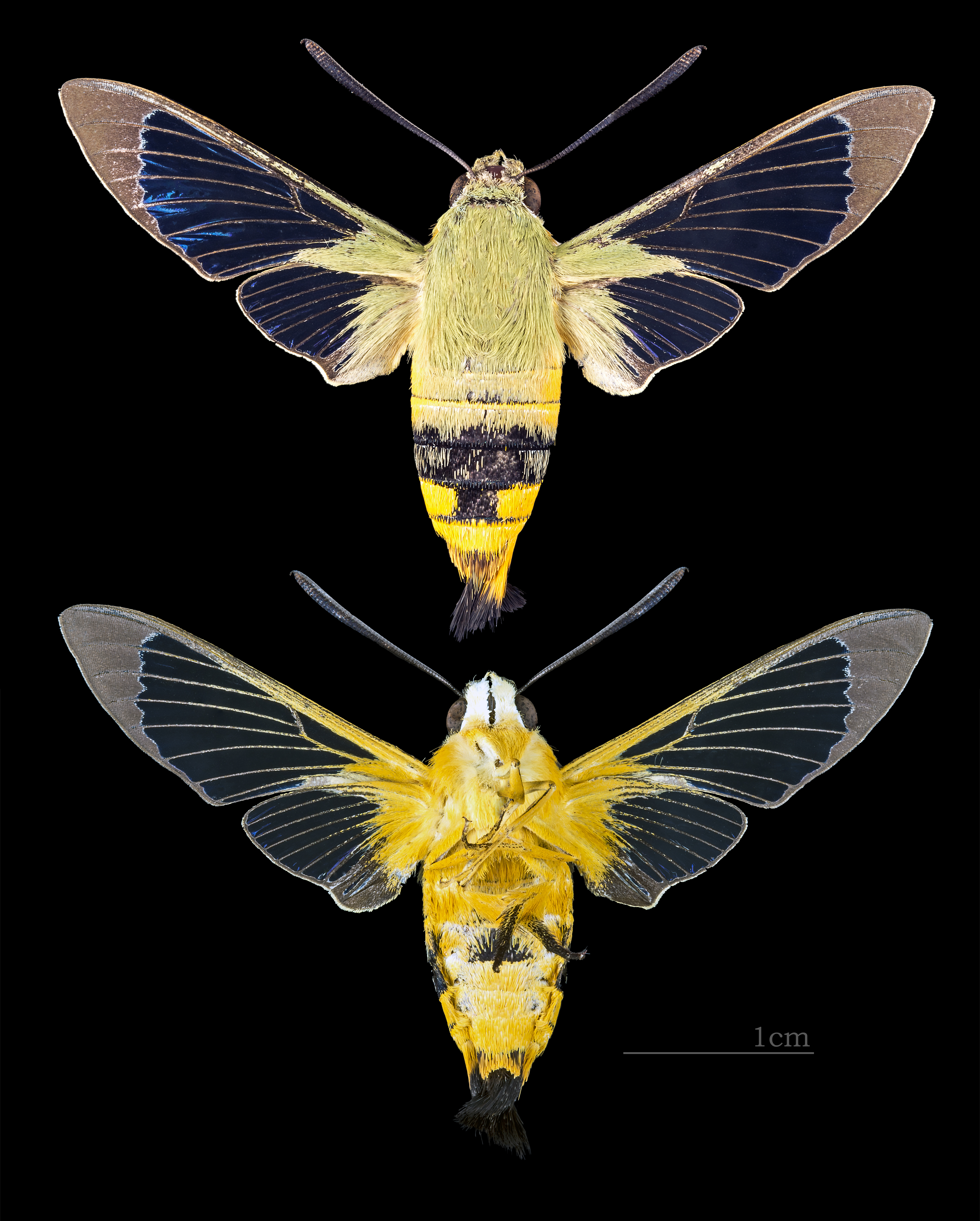
Cephonodes austrosundanus
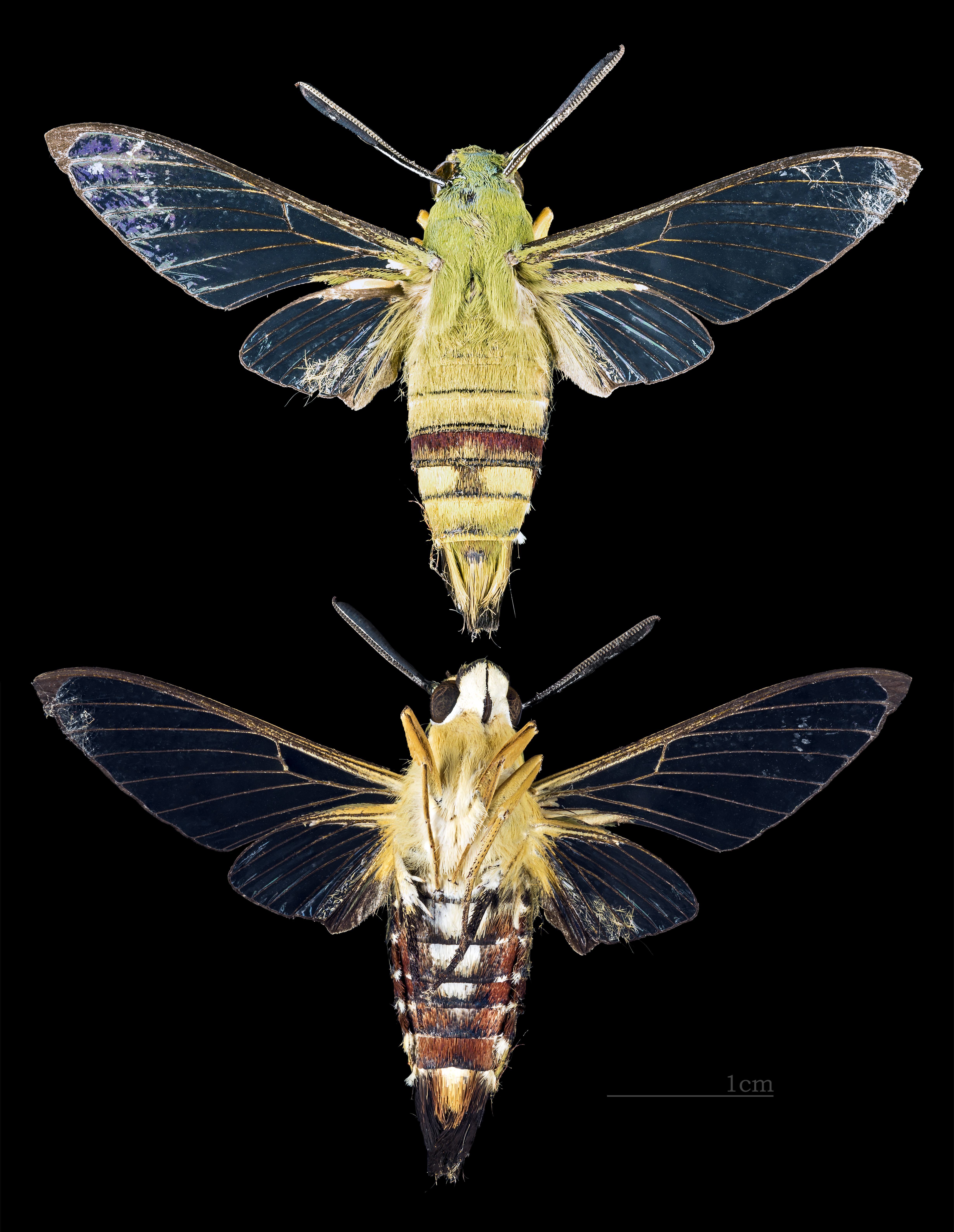
Cephonodes banksi
- Cephonodes bucklandii
- Cephonodes confinis
- Cephonodes cunninghami
- Cephonodes cynniris
- Cephonodes hylas
- Cephonodes janus
- Cephonodes kingi
- Cephonodes leucogaster
- Cephonodes lifuensis
- Cephonodes luisae
- Cephonodes marianna
- Cephonodes novebudensis
- Cephonodes picus
- Cephonodes rothschildi
- Cephonodes rufescens
- Cephonodes simplex
- Cephonodes tamsi
- Cephonodes titan
- Cephonodes trochilus
- Cephonodes unicolor
- Cephonodes virescens
- Cephonodes woodfordi
- Cephonodes xanthus

- Cephonodes banksi
- Cephonodes hylas
- Cephonodes kingii
- Cephonodes picus